# Shihuiyao (köpinghuvudort i Kina, Liaoning Sheng, lat 40,31, long 123,11)
Shihuiyao är en köpinghuvudort i Kina. Den ligger i provinsen Liaoning, i den nordöstra delen av landet, omkring 170 kilometer söder om provinshuvudstaden Shenyang. Antalet invånare är 19 895. Befolkningen består av 9 471 kvinnor och 10 424 män. Barn under 15 år utgör 17,0 %, vuxna 15-64 år 71 %, och äldre över 65 år 10,0 %.
Runt Shihuiyao är det ganska tätbefolkat, med 108 invånare per kvadratkilometer. Närmaste större samhälle är Xiuyan, 14,5 km öster om Shihuiyao. I omgivningarna runt Shihuiyao växer i huvudsak blandskog.
Genomsnittlig årsnederbörd är 1 190 millimeter. Den regnigaste månaden är juli, med i genomsnitt 387 mm nederbörd, och den torraste är januari, med 8 mm nederbörd.